# Limni Limnopoula
Limni Limnopoula este o arie protejată (arie specială de conservare — SAC, sit de importanță comunitară — SCI) din Grecia întinsă pe o suprafață de 564,94 ha, integral pe uscat.

## Localizare
Centrul sitului Limni Limnopoula este situat la coordonatele 39°28′39″N 20°27′07″E / 39.477586°N 20.45188°E.

## Înființare
Situl Limni Limnopoula a fost declarat sit de importanță comunitară în aprilie 1997 pentru a proteja 2 specii de animale. Situl a fost protejat și ca arie specială de conservare în martie 2011.

## Biodiversitate
Situată în ecoregiunea mediteraneană, aria protejată conține 2 habitate naturale: Galerii și tufărișuri riverane sudice (Nerio-Tamaricetea și Securinegion tinctoriae), Păduri de Quercus ilex și Quercus rotundifolia.
La baza desemnării sitului se află mai multe specii protejate:
- nevertebrate (1): Coenagrion ornatum
- pești (1): Pelasgus thesproticus

Pe lângă speciile protejate, pe teritoriul sitului au mai fost identificate 3 specii de mamifere.